# Nick Tandy

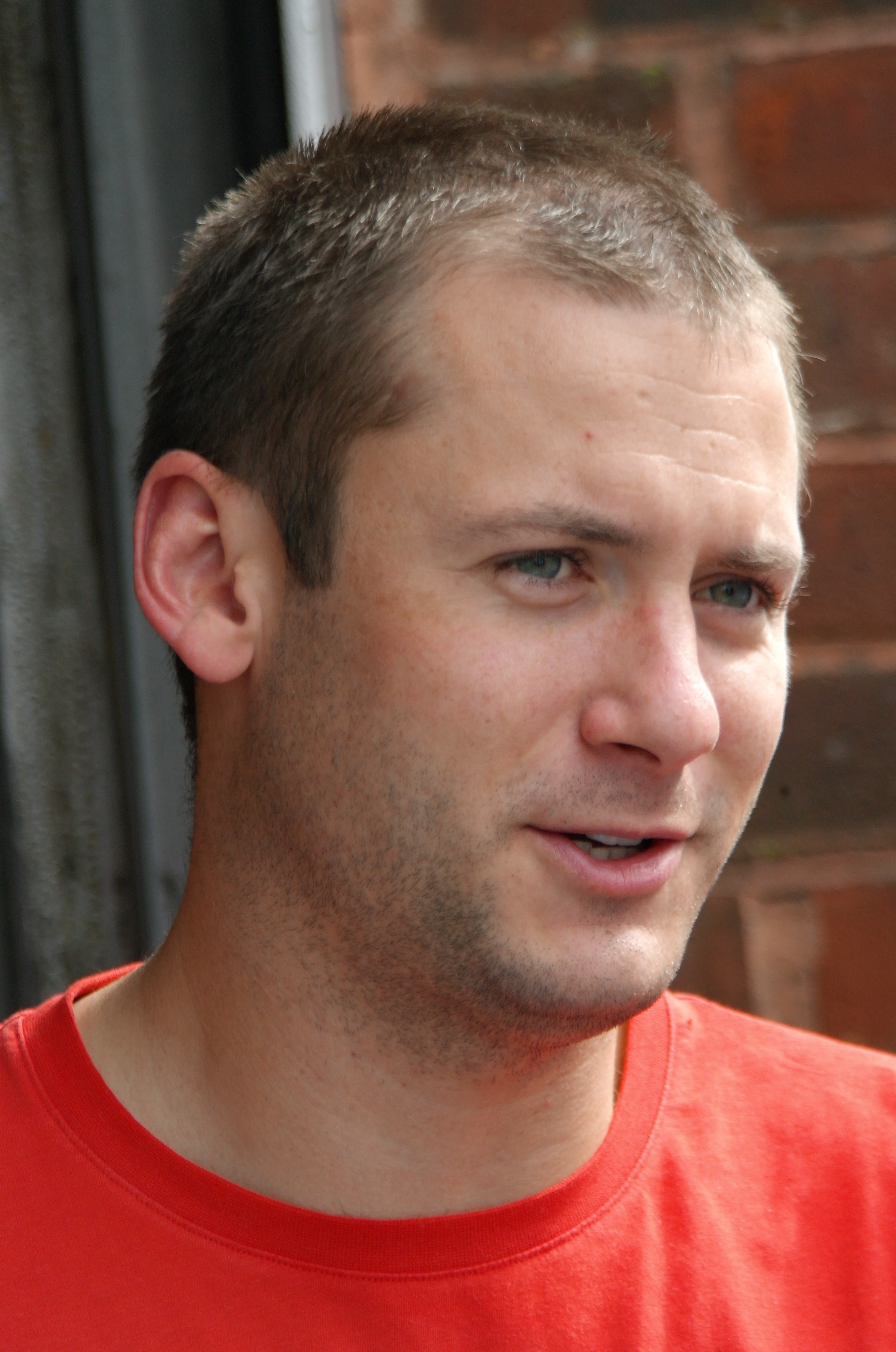
Nick Tandy (2014)

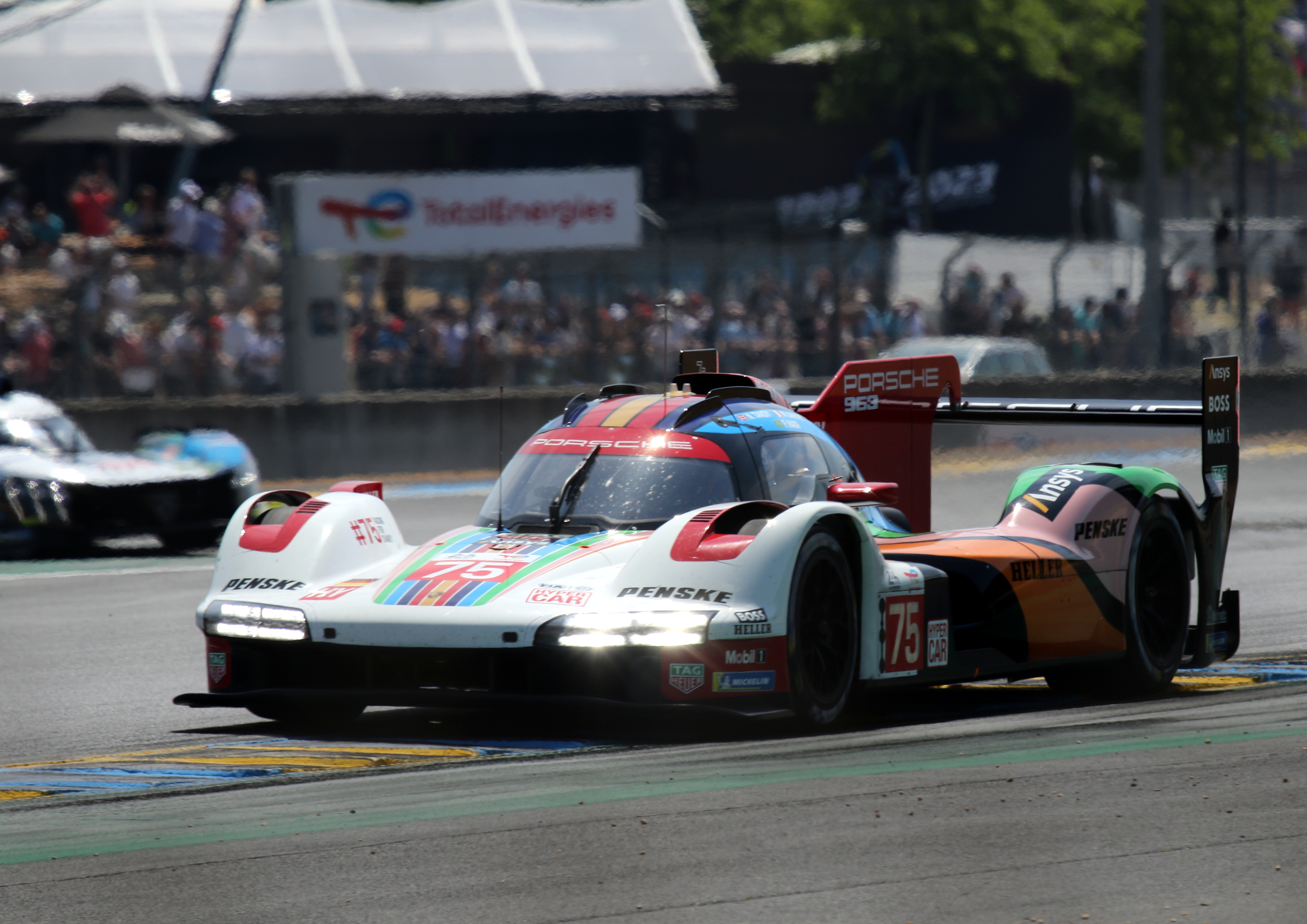
Der von Nick Tandy beim 24-Stunden-Rennen von Le Mans 2023 gefahrene Porsche 963

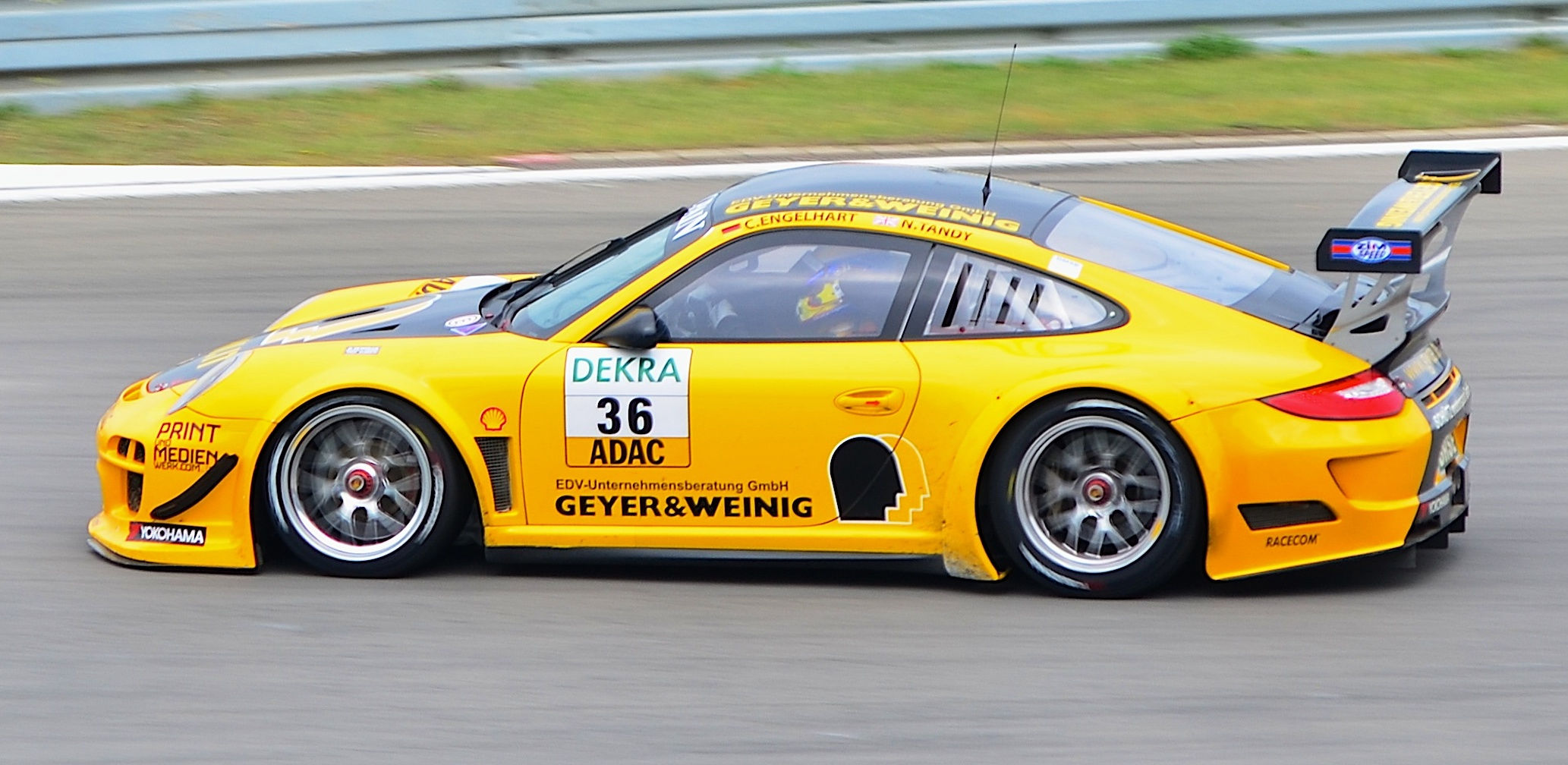
Porsche 911 GT3 R mit Nick Tandy auf dem Nürburgring in der ADAC GT Masters 2012

Nicholas „Nick“ Tandy (* 5. November 1984 in Bedford, England) ist ein britischer Autorennfahrer und Teamchef. Er wurde 2011 Gesamtsieger des Deutschen Porsche Carrera Cups und errang 2015 den Gesamtsieg beim 24-Stunden-Rennen von Le Mans.

## Karriere als Rennfahrer
Tandy begann seine Motorsportkarriere 1996 mit Short-Oval-Minitox-Rennen. In dieser Sportart blieb er bis 2000 aktiv. Unter anderem wurde er 1998 Vizeweltmeister in dieser Kategorie. Von 2001 bis 2004 war er in der Mini Se7en Meisterschaft aktiv.
2005 wechselte Tandy in den Formelsport und gewann auf Anhieb die BRDC-Single-Seater-Meisterschaft. Dabei gewann er 11 von 14 Rennen. Die nächsten zwei Jahre war Tandy in der britischen Formel Ford aktiv. Dabei bestritt er die meisten Rennen für das Team seines Bruders Joe Tandy Racing. In seiner ersten Saison erzielte er den zweiten, in der zweiten Saison den dritten Meisterschaftsplatz. Nach der Saison 2007 nahm Tandy auch an der Herbsttrophäe der Formel Palmer Audi teil. Dabei wurde er mit zwei Siegen Siebter.
2008 wechselte Tandy in die britische Formel-3-Meisterschaft, in der er erneut für das Team seines Bruders startete. Er wurde zweimal Dritter und einmal Zweiter. Am Ende der Saison lag er auf dem neunten Platz der Fahrermeisterschaft. Darüber hinaus absolvierte er bei einigen Formel-Ford-Veranstaltungen sowie im britischen Porsche Carrera Cup Gaststarts. Im britischen Porsche Carrera Cup gewann er sein Debütrennen. 2009 begann Tandy die Saison in der britischen Formel 3. Nachdem er beim Saisonauftakt zwei Podest-Platzierungen erzielt hatte, folgte am dritten Rennwochenende sein erster Formel-3-Sieg. Nach dem vierten Rennwochenende stieg Tandy allerdings aus dieser Meisterschaft aus. Am Saisonende war er Zehnter in der Fahrerwertung. Tandy startete anschließend zu sechs von zehn Veranstaltungen der Formel-3-Euroserie für Kolles & Heinz Union. Dabei blieb Tandy ohne Punkte.
Nachdem Tandy 2009 insgesamt drei Gaststarts für Konrad Motorsport im deutschen Porsche Carrera Cup sowie im Porsche Supercup absolviert hatte, ging er 2010 in diesen Rennserien an den Start. Im deutschen Porsche Carrera Cup gewann er fünf von neun Rennen und wurde mit 121 zu 142 Punkten Vizemeister hinter Nicolas Armindo. Auch im Porsche Supercup hatte er in dieser Saison Titelchancen. Tandy entschied drei Rennen für sich und beendete die Saison mit 146 Punkten auf dem zweiten Gesamtrang. Der Meister René Rast hatte sechs Punkte mehr auf dem Konto. 2011 blieb Tandy bei Konrad Motorsport. Im deutschen Porsche Carrera Cup gewann Tandy drei Rennen und entschied mit 138 zu 130 Punkten die Meisterschaft vor Sean Edwards für sich. Im Porsche Supercup gelang Tandy ein Rennsieg. Mit insgesamt sechs Podest-Platzierungen schloss er diese Meisterschaft auf dem fünften Platz ab. Darüber hinaus nahm Tandy an vier Rennen des britischen Porsche Carrera Cups teil. Dabei gewann er deren drei. Außerdem debütierte Tandy in der Grand-Am Sports Car Series und startete zum 24-Stunden-Rennen von Le Mans 2011.
2012 startete Tandy mit einem Porsche 911 GT3 R von Schütz Motorsport in der ADAC GT Masters. Zusammen mit Christian Engelhart und Sean Edwards, der ihn bei zwei Rennläufen vertrat, erreichten sie Platz 3 der Teamwertung. Tandy erreichte Platz 7 der Fahrerwertung, obwohl er an zwei Rennläufen nicht teilnahm, da er in anderen Rennserien startete. So war er beispielsweise in der American Le Mans Series unterwegs und konnte in der International GT Open den Titel des Vizemeisters erringen. Sein Teamkollege im Team Manthey Racing war Porsche Werksfahrer Marco Holzer. Er wurde daraufhin am Jahresende als bester Porsche Privatfahrer mit dem Porsche Cup ausgezeichnet.
Im Dezember 2012 wurde bekannt gegeben, dass Tandy ab der Saison 2013 in den Kader der Porsche Werksfahrer aufgenommen wird. Sein erster offizieller Renneinsatz war das 24-Stunden-Rennen von Daytona. Als Werksfahrer bestritt er Einsätze in der European Le Mans Series für das Team Proton Competition und erreichte dort den dritten Platz im Gesamtklassement, zudem trat er erneut in der American Le Mans Series an. Im Jahr 2014 lag sein Schwerpunkt in der United SportsCar Championship Serie, dort konnte er mit seinem Team den ersten Platz beim 24-Stunden-Rennen von Daytona in der GTLM-Klasse erreichen.
Angesichts guter Leistungen wurde ihm ein Test im Porsche 919 Hybrid angeboten, auf Grund dessen er ein Cockpit im dritten Porsche Le-Mans-Prototyp gewann. Überraschend konnte er dann 2015 mit seinen in Le Mans unerfahrenen Teamkollegen Nico Hülkenberg und Earl Bamber das 24-Stunden-Rennen an der Sarthe gewinnen.

## Karriere als Teamchef
Ab der Saison 2012 fungierte Tandy zudem als Teamchef von Joe Tandy Racing. Das Team wurde von seinem 2009 bei einem Autounfall verstorbenen Bruder Joe Tandy gegründet.

## Statistik

### Karrierestationen
| - 1996–2000: Short Oval Minitox - 2001–2004: Mini Se7en Meisterschaft - 2005: BRDC-Single-Seater (Meister) - 2006: Britische Formel Ford (Platz 2) - 2007: Britische Formel Ford (Platz 3) - 2007: Formel Palmer Audi, Herbsttrophäe (Platz 7) | - 2008: Britische Formel 3 (Platz 9) - 2009: Britische Formel 3 (Platz 10) - 2009: Formel-3-Euroserie (Platz 28) - 2010: Porsche Supercup (Platz 2) - 2010: Deutscher Porsche Carrera Cup (Platz 2) - 2011: Porsche Supercup (Platz 5) | - 2011: Deutscher Porsche Carrera Cup (Meister) - 2011: Britischer Porsche Carrera Cup (Platz 14) - 2011: Grand-Am Sports Car Series, GT (Platz 57) - 2012: ADAC GT Masters (Platz 7) |

### Le-Mans-Ergebnisse
| Jahr | Team                             | Fahrzeug                | Teamkollege         | Teamkollege      | Platzierung | Ausfallgrund     |
| ---- | -------------------------------- | ----------------------- | ------------------- | ---------------- | ----------- | ---------------- |
| 2011 | Team Felbermayr-Proton           | Porsche 997 GT3 RSR     | Abdulaziz Al Faisal | Bryce Miller     | Ausfall     | Motorschaden     |
| 2014 | Porsche AG Team Manthey          | Porsche 911 RSR         | Patrick Pilet       | Jörg Bergmeister | Rang 36     |                  |
| 2015 | Porsche Team                     | Porsche 919 Hybrid      | Nico Hülkenberg     | Earl Bamber      | Gesamtsieg  |                  |
| 2016 | Porsche Motorsport North America | Porsche 911 RSR         | Patrick Pilet       | Kévin Estre      | Ausfall     | Motorschaden     |
| 2017 | Porsche LMP Team                 | Porsche 919 Hybrid      | Neel Jani           | André Lotterer   | Ausfall     | kein Öldruck     |
| 2018 | Porsche GT Team                  | Porsche 991 RSR GTE     | Patrick Pilet       | Earl Bamber      | Rang 27     |                  |
| 2019 | Porsche GT Team                  | Porsche 991 RSR GTE     | Patrick Pilet       | Earl Bamber      | Rang 22     |                  |
| 2020 | G-Drive Racing with Algarve      | Oreca 07                | Ryan Cullen         | Oliver Jarvis    | Ausfall     | Elektrik         |
| 2021 | Corvette Racing                  | Chevrolet Corvette C8.R | Tommy Milner        | Alexander Sims   | Rang 44     |                  |
| 2022 | Corvette Racing                  | Chevrolet Corvette C8.R | Tommy Milner        | Alexander Sims   | Ausfall     | Unfall           |
| 2023 | Porsche Penske Motorsport        | Porsche 963             | Felipe Nasr         | Mathieu Jaminet  | Ausfall     | kein Benzindruck |
| 2024 | Porsche Penske Motorsport        | Porsche 963             | Felipe Nasr         | Mathieu Jaminet  | Ausfall     | Unfall           |
| 2025 | Porsche Penske Motorsport        | Porsche 963             | Felipe Nasr         | Pascal Wehrlein  | Rang 8      |                  |

### Sebring-Ergebnisse
| Jahr | Team                      | Fahrzeug                | Teamkollege         | Teamkollege      | Teamkollege | Platzierung             | Ausfallgrund |
| ---- | ------------------------- | ----------------------- | ------------------- | ---------------- | ----------- | ----------------------- | ------------ |
| 2013 | Team Falken Tire          | Porsche 997 GT3 RSR     | Bryan Sellers       | Wolf Henzler     |             | Rang 17                 |              |
| 2014 | Porsche North America     | Porsche 911 RSR         | Richard Lietz       | Patrick Pilet    |             | Rang 20                 |              |
| 2015 | Porsche North America     | Porsche 911 RSR         | Richard Lietz       | Patrick Pilet    | Earl Bamber | Rang 14                 |              |
| 2016 | Porsche North America     | Porsche 911 RSR         | Kévin Estre         | Patrick Pilet    |             | Ausfall                 | Defekt       |
| 2018 | Porsche GT Team           | Porsche 911 RSR         | Frédéric Makowiecki | Patrick Pilet    |             | Rang 10 und Klassensieg |              |
| 2019 | Porsche GT Team           | Porsche 911 RSR         | Frédéric Makowiecki | Patrick Pilet    |             | Rang 10 und Klassensieg |              |
| 2020 | Porsche GT Team           | Porsche 911 RSR-19      | Frédéric Makowiecki | Earl Bamber      |             | Rang 12 und Klassensieg |              |
| 2021 | Corvette Racing           | Chevrolet Corvette C8.R | Tommy Milner        | Alexander Sims   |             | Rang 12                 |              |
| 2023 | Porsche Penske Motorsport | Porsche 963             | Dane Cameron        | Mathieu Jaminet  |             | Ausfall                 | Unfall       |
| 2024 | Porsche Penske Motorsport | Porsche 963             | Frédéric Makowiecki | Mathieu Jaminet  |             | Rang 9                  |              |
| 2025 | Porsche Penske Motorsport | Porsche 963             | Felipe Nasr         | Laurens Vanthoor |             | Gesamtsieg              |              |

### Einzelergebnisse in der FIA-Langstrecken-Weltmeisterschaft
| Saison  | Team                  | Rennwagen                   | 1   | 2   | 3   | 4   | 5   | 6   | 7   | 8   | 9   |
| ------- | --------------------- | --------------------------- | --- | --- | --- | --- | --- | --- | --- | --- | --- |
| 2014    | Manthey-Racing        | Porsche 911 RSR             | SIL | SPA | LEM | AUS | FUJ | SHA | BAH | SAO |     |
| 2014    | Manthey-Racing        | Porsche 911 RSR             | 8   |     | 36  | 16  | 16  |     | 16  |     |     |
| 2015    | KCMG Porsche Team     | Oreca 05 Porsche 919 Hybrid | SIL | SPA | LEM | NÜR | AUS | FUJ | SHA | BAH |     |
| 2015    | KCMG Porsche Team     | Oreca 05 Porsche 919 Hybrid | 19  | 6   | 1   | 7   |     | DNF | 11  | 8   |     |
| 2016    | Porsche North America | Porsche 911 RSR             | SIL | SPA | LEM | NÜR | MEX | AUS | FUJ | SHA | BAH |
| 2016    | Porsche North America | Porsche 911 RSR             | DNF |     |     |     |     |     |     |     |     |
| 2017    | Porsche Team          | Porsche 919 Hybrid          | SIL | SPA | LEM | NÜR | MEX | AUS | FUJ | SHA | BAH |
| 2017    | Porsche Team          | Porsche 919 Hybrid          | 3   | 4   | DNF | 2   | 2   | 2   | 3   | 3   | 3   |
| 2018/19 | Porsche GT Team       | Porsche 991 RSR GTE         | SPA | LEM | SIL | FUJ | SHA | SEB | SPA | LEM |     |
| 2018/19 | Porsche GT Team       | Porsche 991 RSR GTE         |     | 27  |     |     |     |     |     | 22  |     |
| 2019/20 | G-Drive Racing        | Aurus 01                    | SIL | FUJ | SHA | BAH | AUS | SPA | LEM | BAH |     |
| 2019/20 | G-Drive Racing        | Aurus 01                    |     |     |     | DNF |     |     |     |     |     |
| 2021    | Corvette Racing       | Chevrolet Corvette C8.R     | SPA | POR | MON | LEM | BAH | BAH |     |     |     |
| 2021    | Corvette Racing       | Chevrolet Corvette C8.R     | 44  |     |     |     |     |     |     |     |     |
| 2022    | Corvette Racing       | Chevrolet Corvette C8.R     | SEB | SPA | LEM | MON | FUJ | BAH |     |     |     |
| 2022    | Corvette Racing       | Chevrolet Corvette C8.R     | 18  | 18  | DNF | 15  | 22  | 18  |     |     |     |
| 2023    | Team Penske           | Porsche 963                 | SEB | POR | SPA | LEM | MON | FUJ | BAH |     |     |
| 2023    | Team Penske           | Porsche 963                 | DNF |     |     |     |     |     |     |     |     |
| 2024    | Team Penske           | Porsche 963                 | KAT | IMO | SPA | LEM | SAO | AUS | FUJ | BAH |     |
| 2024    | Team Penske           | Porsche 963                 | DNF |     |     |     |     |     |     |     |     |
| 2025    | Team Penske           | Porsche 963                 | KAT | IMO | SPA | LEM | SAO | AUS | FUJ | BAH |     |
| 2025    | Team Penske           | Porsche 963                 | 8   |     |     |     |     |     |     |     |     |